# 尾藤知宣
尾藤知宣（びとう とものぶ，？－1590年（天正十八年））。被稱為左衛門尉，名諱知定、知重、光房。是森可成（織田信長的部將）的家人尾藤源內之子。

## 生平
早年出仕羽柴秀吉（豐臣秀吉），成為黃母衣眾、大母衣眾。勇猛善戰，于秀吉家中的神子田正治、宮田光次、戶田勝隆齊名。
1577年，得到播磨國內5000石。1585年，跟隨秀吉之弟秀長出陣四國，攻打阿波木津城時立下大功。翌年，加増至讃岐丸龜50000石領主。
然而1587年的九州征伐戰中，在日向根白阪之戰時因沒有及時救援遭到島津軍攻擊的友軍，以至觸怒了秀吉被沒收了所領。之後，潛伏在伊勢朝熊山。1590年7月，小田原評定時剃髮後出現在秀吉面前，請求秀吉的寬恕，在前往下總古河的路上被處刑。也有在下野那須被殺，以及1588年在奈良病死等各種說法。